# جوزيف ديفيز (سياسي)
جوزيف ديفيز (بالإنجليزية: Joseph Davies)‏ هو سياسي بريطاني (وحمل سابقاً جنسية المملكة المتحدة لبريطانيا العظمى وأيرلندا)، ولد في 11 ديسمبر 1866، وتوفي في 3 ديسمبر 1954. حزبياً، نشط في الحزب الليبرالي. في الانتخابات العمومية البريطانية 1918 ‏، انتخب عضو برلمان المملكة المتحدة الـ31 عن دائرة Crewe (UK Parliament constituency) ‏ (14 ديسمبر 1918 – 26 أكتوبر 1922).